# Upstairs at Eric’s
Upstairs at Eric’s (в переводе с англ. — «Наверху у Эрика») — дебютный студийный альбом британского электронного дуэта Yazoo. Вышел 20 августа 1982 года на лейбле Mute. Два сингла из этого альбома попадали в лучшую тройку британского сингл-чарта — «Only You» на второе место и «Don’t Go» — на третье.

## Об альбоме
После успеха дебютного сингла «Don’t Go», Винс Кларк и Элисон Мойе, дабы закрепить успех, в короткие сроки записали альбом. Кларк, имевший к тому моменту опыт записи в расположенной в юго-восточном Лондоне студии Blackwing, где он с Depeche Mode записывал их дебютный альбом, выбрал для записи эту студию. Однако, перед началом записи обнаружилось что, вопреки ожиданиям Кларка, продюсер Дэниел Миллер не сможет принять участия в записи, да и главные помещения студии оказались заняты: в дневное время там записывался Fad Gadget — ещё один исполнитель лейбла Mute. Кларк и Мойе записывались при участии владельца студии Эрика Редклиффа с 5—6 часов утра и до 11-ти, в зависимости от того, какие помещения студии были в нужный момент свободны.
Вопреки ожиданиям группы, трек «Situation» — би-сайд британских и европейских изданий сингла «Only You», не вошедший в трек-лист альбома, был выпущен в качестве дебютного сингла группы в США и Канаде. Сингл, содержащий ремикс ди-джея Франсуа Кеворкяна, занял первую строчку чарта танцевальной музыки американского журнала Billboard. Это привело к тому, что впоследствии в североамериканских версиях альбома трек «Tuesday» был заменён на «Situation».
Альбом получил своё название в честь Эрика Редклиффа, основателя студии Blackwing, где был записан альбом. Эрик также выступил продюсером альбома, вместе с самими участниками Yazoo и Дэниелом Миллером, который участвовал в продюсировании нескольких треков.
Успех песен, изданных в качестве синглов, помог альбому занять вторую строчку британского альбомного чарта и получить платиновый сертификат за более чем 300 тысяч проданных в Великобритании копий.
Upstairs at Eric’s занял шестую строчку в списке альбомов, отмеченных критиками журнала NME в 1982 году, в то время как синглы «Only You» и «Don’t Go» оказались на седьмом и четырнадцатом местах в аналогичном списке синглов в том же году.
В 1989 году британский музыкальный еженедельник Record Mirror поставил альбом на 35-е место в списке лучших альбомов 1980-х годов.

## Список композиций
| №  | Название                    | Автор(ы)    | Длительность |
| -- | --------------------------- | ----------- | ------------ |
| 1. | «Don’t Go»                  | Винс Кларк  | 3:08         |
| 2. | «Too Pieces»                | Винс Кларк  | 3:14         |
| 3. | «Bad Connection»            | Винс Кларк  | 3:20         |
| 4. | «I Before E Except After C» | Винс Кларк  | 4:36         |
| 5. | «Midnight»                  | Элисон Мойе | 4:22         |
| 6. | «In My Room»                | Винс Кларк  | 3:52         |

| №  | Название                          | Автор(ы)    | Длительность |
| -- | --------------------------------- | ----------- | ------------ |
| 1. | «Only You»                        | Винс Кларк  | 3:14         |
| 2. | «Goodbye 70’s»                    | Элисон Мойе | 2:35         |
| 3. | «Tuesday»                         | Винс Кларк  | 3:22         |
| 4. | «Winter Kills»                    | Элисон Мойе | 4:06         |
| 5. | «Bring Your Love Down (Didn’t I)» | Элисон Мойе | 4:40         |

| Хит-парад (1982—1983)                 | Позиция |
| ------------------------------------- | ------- |
| Australian Albums (Kent Music Report) | 10      |
| Канада (Canadian Albums Chart)        | 49      |
| Германия (Offizielle Top 100)         | 14      |
| Нидерланды (Album Top 100)            | 9       |
| Новая Зеландия (RMNZ)                 | 9       |
| Швеция (Sverigetopplistan)            | 11      |
| Великобритания (UK Albums Chart)      | 2       |
| США (Billboard 200)                   | 92      |

| Страна               | Сертификация | Продажи   |
| -------------------- | ------------ | --------- |
| Великобритания (BPI) | платиновый   | 300,000   |
| США (RIAA)           | платиновый   | 1,000,000 |